# Amr Salama
Amr Salama (àrab: عمرو سلامة, ʿAmr Salāma; Riad, 22 de novembre de 1982) és un  director de cinema, bloguer, guionista i autor egipci.

## Carrera cinematogràfica
Nascut a Riad, Aràbia Saudita, després es va traslladar amb la seva família a Egipte. Va començar la seva carrera de director principalment amb curtmetratges i anuncis publicitaris, per passar després a llargmetratges.
Amr Salama va estrenar el seu primer llargmetratge, Zay El Naharda (On a Day Like Today), el 2008.
El 2009 Salama va presentar el guió d'una segona pel·lícula, Excuse My French, basat, segons ell mateix, en les seves experiències a una escola secundària pública d'Egipte després del seu retorn de l'Aràbia Saudita. Excuse My French explica la història de Hany Abdulla Sousa, un estudiant d'una escola privada internacional que prové d'una família copta. Després de la mort del seu pare, la situació socioeconòmica de la família baixa i es veu obligat a anar a una escola pública, on s'enfronta habitualment a episodis d'assetjament per part dels seus companys. Rebutjat per la Junta de Censura pel fet que «no hi ha sectarisme a Egipte», Salama va començar a treballar en el que seria la seva segona creació, de temàtica sida, Asmaa, que li va valer l'atenció internacional. Estrenada al Festival Internacional de Cinema d'Abu Dhabi, la pel·lícula va guanyar el premi al millor director àrab al concurs Nous Horitzons i dos premis al Festival Internacional de Cinema de Friburg.
Després de la Revolució de 2011, el director va renovar el seu intent enviant de nou el guió de Excuse My French, però el guió va ser novament rebutjat. Amb el nomenament d'un altre director de cinema a la Junta de Censura, Ahmed Awad, la pel·lícula va ser finalment aprovada. En parlar dels temes de censura que havia de tractar, Salama va afirmar que "[La Junta de Censura] pensava que aquesta pel·lícula provocava els cristians, i pensaven que aquesta pel·lícula provocaria una guerra civil".
Després de llançar Excuse My French, Salama va estrenar una altra pel·lícula el 2014, Made in Egypt. Aquesta pel·lícula se centra en una nena i el seu desig que el seu peluix i el seu germà gran canviïn de cossos perquè l'animal de peluix pugui habitar el cos del seu germà. La nena aconsegueix el seu desig i la trama continua amb el germà entremaliat al cos del peluix, mentre que el peluix fa molt més al cos del germà del que hi feia ell.
El 26 de maig de 2019 va anunciar que dirigiria el seu primer projecte amb Netflix, una sèrie anomenada ما وراء الطبيعة (Paranormal), estrenada el 2020.
És membre de l'Acadèmia de les Arts i les Ciències Cinematogràfiques.

## Carrera d’escriptor
Juntament amb la seva carrera de director, Salama també ha publicat un llibre, A Kiosk Guy: A Journey in Search of the Handlebars. Aquest llibre ha arribat al capdamunt de la llista de vendes d'Al-Shorouk i també es va imprimir en quatre edicions durant els dos primers mesos de la seva publicació. Des de l’estrena de A Kiosk Guy: A Journey in Search of the Handlebars, Salama hapublicat un altre llibre, Return to Sender: Short Stories, Sort of. Igual que amb el seu primer llibre, aquest llibre també ha arribat al primer lloc de les llistes més venudes a Egipte.

## Filmografia

### Cinema
- Zay El Naharda (2008)
- Tahrir 2011: The Good, the Bad, and the Politician (junt amb Tamer Ezzat, Ahmad Abdalla i Ayten Amin)
- Asmaa (2011)
- Excuse My French (2014)
- Made in Egypt (2014)
- Sheikh Jackson (2017)

### Televisió
- Tayea (2018)
- Paranormal (2020)